# کلیف بالسوم
کلیف بالسوم (انگلیسی: Cliff Balsom؛ زادهٔ ۲۵ مارس ۱۹۴۶) بازیکن فوتبال اهل بریتانیا است.
از باشگاه‌هایی که در آن بازی کرده‌است می‌توان به باشگاه فوتبال تورکی یونایتد و باشگاه فوتبال سوئیندون تاون اشاره کرد.